# Grądy (powiat wieruszowski)
Grądy – wieś w Polsce położona w województwie łódzkim, w powiecie wieruszowskim, w gminie Galewice. Miejscowość wchodzi w skład sołectwa Węglewice.
W 2004 roku w Grądach mieszkało 30 osób.
W latach 1975–1998 miejscowość należała administracyjnie do województwa kaliskiego.